# Asura dharma
Asura dharma là một loài bướm đêm thuộc phân họ Arctiinae, họ Erebidae.